# George Tuska
George Tuska (26. april 1916 – 15. oktober 2009) var en amerikansk tegneserie illustrator.